# Първият ден на мира
„Първият ден на мира“ (на руски: Первый день мира) е съветска драма от 1959 година.

## Сюжет
Филмът разказва за съветския войник Михаил Платонов (Валериан Виноградов), загинал в малко германско градче на 9 май 1945 година, първият ден на мира. Очакваната любов и мирен живот обединява всички, които са преживели Втората световна война. Но адската машина на ненависта не може да бъде спряна моментално и Михаил умира в навечерието на настъпването на мира. Една неосъществена любов, едни несбъднали се мечти...

## В ролите
- Валериан Виноградов като Михаил Платонов
- Людмила Бутенина като Олга Белоусова, медицинската сестра
- Аркадий Вовси като Борис Матвеевич, хирурга
- Гари Дунц като полковника
- Люсиена Овчинникова като Наташа, медицинската сестра
- Пьотр Щербаков като Анатолий Нефьодов, гвардейския капитан на сапьорския отряд
- Игор Пушкарьов като Пьотр Ковальов, ранения войник в болницата
- Андрей Файт като стария германец
- Нина Меншикова като госпожа Мария Фишер
- Вадим Захарченко като Фишер, германския офицер
- Ервин Кнаусмюлер като Кунце, германския ефрейтор
- Хайнц Браун като хауптщурмфюрера от СС
- Юрий Фомичьов като Семьонич, санитаря
- Алексей Темерин като пастора
- Галя Каракулова като дъщерята на Фишер
- Александра Данилова като Александра, военния лекар
- Робърт Даглиш като лейтенант Джефри
- Виктор Борцов като американския офицер[3]